# Percy Rojas
Percy Rojas Montero (* 16. September 1949 in Lima) ist ein ehemaliger peruanischer Fußballspieler. Auf Vereinsebene lange Zeit für Universitario de Deportes, aber auch für den argentinischen Verein Independiente Avellaneda sowie RFC Seraing in Belgien, nahm er ferner mit der Nationalmannschaft seines Heimatlandes an den Fußball-Weltmeisterschaften 1978 und 1982 teil.

## Karriere

### Verein
Percy Rojas, geboren am 16. September 1949 in der peruanischen Hauptstadt Lima, startete seine fußballerische Laufbahn 1968 als Spieler von Universitario de Deportes. Beim Fußballrekordmeister Perus spielte er in der Folge sieben Spielzeiten lang bis 1974 und erlebte dabei die erfolgreichste Phase der Vereinsgeschichte überhaupt. In diesen neun Jahren konnte Universitario, damals das Aushängeschild des peruanischen Fußballs überhaupt, zwar nur vergleichsweise wenige drei Meistertitel erringen, doch international gelang ein im peruanischen Fußball bis heute äußerst seltener Wurf. In der Copa Libertadores 1972, für die man als peruanischer Meister von 1971 qualifiziert war, gelang der Mannschaft des uruguayischen Trainers Roberto Scarone das Vordringen bis ins Endspiel, nachdem man in der zweiten Gruppenphase die beiden Vertreter Uruguays, Nacional Montevideo und CA Peñarol, hinter sich gelassen hatte. Im Finale wartete mit Independiente Avellaneda die argentinische Mannschaft, die die frühen Siebzigerjahre im südamerikanischen Fußballs bestimmte und somit ganz klar die Favoritenrolle gegenüber den Underdogs aus Peru um Spieler wie Héctor Chumpitaz, Rubén Techera oder Luis Cruzado innehatte. Doch im Hinspiel im Nationalstadion von Lima hielt sich Universitario beachtlich gut und erreichte ein torloses Remis. Im Rückspiel in Avellaneda setzte sich der Favorit dann allerdings mit 2:1 durch und konnte die Copa Libertadores zum dritten Mal gewinnen und seine Siegesserie in diesem Wettbewerb starten. Percy Rojas hatte dabei den Anschlusstreffer zum 1:2 in der 79. Spielminute erzielt, der Ausgleich gelang aber dann nicht mehr.
Nach neun Jahren bei Universitario de Deportes verließ Percy Rojas den Verein nach der Saison 1974, die noch einmal mit einem Titelgewinn beendet werden konnte. Er ging nach Argentinien und spielte fortan für den Finalgegner in der Copa Libertadores 1972, Independiente Avellaneda. Gleich in seinem ersten Jahr im Estadio Libertadores de América schaffte Rojas mit Independiente den Gewinn der Copa Libertadores 1975, was nunmehr den vierten Sieg für Independiente in diesem Wettbewerb in Serie darstellte. Nachdem man in der zweiten Gruppenphase vor CA Rosario Central und Cruzeiro Belo Horizonte rangierte, wurde im Endspiel der chilenische Vertreter Unión Española unter Verwendung eines Entscheidungsspieles bezwungen. Dabei egalisiert Percy Rojas bereits in der ersten Spielminute des Rückspiels mit seinem Treffer zum 1:0 die Führung, die die Chilenen mit dem 1:0-Hinspielsieg eingefahren hatten und ermöglichte somit erst das weitere Gelingen. Es sollte vorerst das letzte Mal sein, dass sich die glorreiche Mannschaft von Independiente Avellaneda in den frühen Siebzigerjahren die Copa Libertadores holen konnte, in der Folge dauerte es bis 1984, ehe der Klub seinen bis heute letzten Titel in diesem Wettbewerb gewinnen konnte.
Percy Rojas wechselte 1976 erneut den Verein und kehrte nach Peru zurück, wo er sich Sporting Cristal anschloss, mit dem er auf Ligaebene durchaus erfolgreich agierte. Von 1977 bis 1980 für den Klub spielend, gelang in den Jahren 1979 und 1980 der zweimalige Titelgewinn in der Primera División Perus. Die Saison 1980 spielte Percy Rojas jedoch nur noch halb für Sporting Cristal, da er im Sommer 1980 den Sprung nach Europa wagte und einen Kontrakt beim belgischen Zweitligisten RFC Seraing unterschrieb. In Belgien agierte Rojas zwei Jahre lang im Angriff und schaffte mit seiner Mannschaft in der Saison 1981/82 durch einen ersten Rang in der zweiten belgischen Liga den Aufstieg in die Erste Division, der erste Aufstieg für den Verein überhaupt.
Danach kehrte Percy Rojas aber in seine peruanische Heimat zurück und streifte wieder das Trikot seines Heimatvereins Universitario de Deportes über, wo der Angreifer noch zwei Jahre lang Fußball spielte. Nachdem 1982 ein sechstes Mal das Erringen der Fußballmeisterschaft von Peru geschafft wurde, beendete Percy Rojas seine fußballerische Laufbahn nach Ende der Erstligasaison 1984 im Alter von 35 Jahren. Später arbeitete er als Kommentator bei Fußballspielen im peruanischen Fernsehen.

### Nationalmannschaft
Zwischen 1969 und 1982 brachte es Percy Rojas auf insgesamt 49 Länderspiele für die peruanische Fußballnationalmannschaft. Dabei gelangen ihm sieben Torerfolge. Von Nationalcoach Marcos Calderón wurde er ins Aufgebot der Südamerikaner für die Fußball-Weltmeisterschaft 1978 in Argentinien berufen. Es war so etwas wie die Sternstunde des peruanischen Fußballs, denn das Team um Spieler wie Chumpitaz, Teófilo Cubillas oder Guillermo La Rosa beendete die Gruppenphase souverän auf dem ersten Rang, noch vor den damals zu den weltbesten Nationalmannschaften zählenden Niederlanden, gegen die ein torloses Remis erreicht wurde. Weiterhin wurde Schottland mit 3:1 und der Iran mit 4:1 besiegt. In der Zwischenrunde zeigte man sich Brasilien (0:3) und Polen (0:1) jedoch unterlegen und trat im abschließenden, für Peru unbedeutenden, Gruppenspiel an gegen den argentinischen Gastgeber, der nur mit einem hohen Sieg ins Endspiel vordringen konnte. Das 6:0 der Argentinier ist bis heute von Manipulationsvorwürfen begleitet. Percy Rojas war bei der WM 1978 jedoch nur Ersatzspieler, er wurde nur in drei Spielen eingewechselt.
Auch vier Jahre später bei der Fußball-Weltmeisterschaft 1982 in Spanien stand Rojas wieder im peruanischen Kader, der in die Jahre gekommene Stürmer wurde diesmal jedoch gar nicht eingesetzt. Auch für die peruanische Elf verlief das Turnier desaströs und endete bereits nach der Vorrunde mit zwei Remis gegen den späteren Weltmeister Italien sowie WM-Neuling Kamerun und einer 1:5-Niederlage gegen Polen. Bis heute war dies die letzte Weltmeisterschaftsteilnahme einer peruanischen Nationalmannschaft.
Im Jahr 1975 konnte die peruanische Fußballnationalmannschaft zum erst zweiten und bis heute letzten Mal die Copa América gewinnen. Auch Percy Rojas stand dabei Kader des Teams von Trainer Marcos Calderón, das im Endspiel die Nationalmannschaft von Kolumbien mit 1:0 im Entscheidungsspiel besiegte, nachdem es nach Hin- und Rückspiel unentschieden gestanden hatte.

## Erfolge
Peru
- Copa América 1×: 1975

Independiente Avellaneda
- Copa Libertadores 1×: 1975
- Copa Interamericana 1×: 1975

Universitario de Deportes
- Peruanische Meisterschaft 6×: 1969, 1971, 1974, 1982

Sporting Cristal
- Peruanische Meisterschaft 2×: 1979 und 1980

RFC Seraing
- Belgische Zweitligameisterschaft 1×: 1981/82

## Auszeichnungen
- Torschützenkönig der Copa Libertadores 1×: 1972 als Spieler von Universitario de Deportes
- Torschützenkönig der peruanischen Primera División 1×: 1982 als Spieler von Universitario de Deportes